# Diulka Pérez
Diulka Cristina Pérez Pérez (Las Matas de Farfán, San Juan, República Dominicana, 13 de marzo de 1977) es una periodista, locutora, presentadora de televisión, maestra de ceremonias y política dominicana. El 17 de agosto del 2020 fue desinada directora de comunicaciones del Ministerio de Educación de la República por el presidente Luis Abinader.  El 9 de agosto del 2021 renunció a la dirección de comunicaciones del Ministerio de Educación, tras ser promovida a directora ejecutiva del Plan Estratégico Institucional de ese ministerio. Fue corresponsal de CNN en República Dominicana y Haití durante 10 años consecutivos, así como la presentadora principal de Informativos Teleantillas, canal 2, donde permaneció durante 7 años.
En 1998 fue nominada a mejor locutora del año por el Círculo de Locutores Dominicanos. En 2013 ganó el premio Soberano a  Locutora del año y fue nominada a los premios Soberanos 2019. En 2008 CNN la condecoró a mejor cobertura de elecciones y ese mismo año el periódico Hoy la reconoció como mejor periodista Joven del 2008. En 2009 y 2011 ganó el Premio Nacional de Periodismo Turístico Epifanio Lantigua.
Diulka dio inicio en la radio a través de la emisora La Brava en 1995 y Radio Pueblo en 1996, pero su debut fue oficialmente en KQ94, en 1997. En la televisión en el año 1999 a través de Telesistema, canal 11, donde acompañó durante 9 años al veterano periodista Huchi Lora, en su programa El Día.
Durante su longeva carrera profesional ha impartido numerosas conferencias, foros y seminarios a nivel nacional e internacional y ha sido reconocida en varias ocasiones.
En mayo del 2016 el Colegio Dominicano de Periodistas (CDP) y el Instituto de Formación Gerencia y Liderazgo  Americano (IFGLA) otorgaron un reconocimiento por su trayectoria en los medios de comunicación.  En marzo del 2017 la fundación Ser Mujer en su vigésima versión le entregó este reconocimiento a Diulka Pérez.
Fue candidata al Congreso Nacional de la República Dominicana por una coalición de partidos políticos a las elecciones extraordinarias del 5 de julio del 2020.

## Primeros años y familia
Diulka Cristina Pérez Pérez nació el 13 de marzo del año 1977 en las Matas de Farfán, un municipio de la provincia San Juan. Es hija de Justino Pérez y Eduviges Pérez, ambos oriundos de San Juan. Inició sus estudios primarios en la escuela Damián David Ortíz y el liceo Mercedes María Mateo. En 1990 se trasladó a Santo Domingo, capital del país, y continuó estudiando la primaria en el Politécnico Virgen de la Altagracia  y el colegio Lenel. En 1992 dio inicio a los estudios secundarios en el Liceo Ramón Emilio Jiménez. 
En el año 1995 se graduó de locutora de la Escuela Nacional de Locución Otto Rivera y en 1996 ingresa a la Universidad Autónoma de Santo Domingo (UASD), donde estudiaría Comunicación Social. En el trayecto de su carrera, para reforzar aún más su formación académica, realizó varios cursos dentro y fuera del país y en el 2004 se graduó de licenciada en Comunicación Social, mención periodismo. 

## Candidatura al Congreso Nacional
En agosto de 2019 Diulka Pérez anunció que aspiraría al Congreso Nacional de la República y el 27 de octubre oficializó sus aspiraciones a Diputada de la circunscripción No. 1 del Distrito Nacional por el Partido Dominicanos por el Cambio, que preside  Eduardo Estrella y sería apoyada por varios partidos de la oposición, incluyendo al Partido Revolucionario Moderno (PRM).
Debido a que la Junta Central Electoral y la Ley Orgánica de Régimen Electoral establecen límites a la promoción de candidaturas, Pérez, al igual que otros candidatos que iniciaban su incursión en la política, no pudo realizar encuentros físicos con los electores debido a que el gobierno dominicano, a causa de la pandemia Covid-19, había establecido un Estado de Emergencia y prohibido reuniones, así como aglomeraciones de personas para preservar la salud de los ciudadanos.
Esto frustró el triunfo de Diulka Pérez, puesto que, en las Elecciones Presidenciales y Congresuales Extraordinarias del 5 de julio, y luego de que la Junta Central terminase de contar los votos, finalmente la periodista Diulka Pérez no salió favorecida.